# 山口防府ベースボールクラブ
山口防府ベースボールクラブ（やまぐちほうふベースボールクラブ）は、山口県防府市に本拠地を置き、日本野球連盟に加盟する社会人野球のクラブチームである。
防府市内には、同じ社会人野球のクラブチームである航空自衛隊防府クラブがあるが、このチームとの関連はない。

## 概要
1992年に、山口県防府市の野球愛好家を中心に『防府クラブ』として結成。中国地方はクラブチームが相対的に少ないことから、広島県など他県からの選手も集まる。近年は企業チームの休廃部から選手が入団することもあり、チーム力が上がってきており、全国大会への出場も増えてきている。
2005年10月に、歌手であり高校野球選手として甲子園全国大会に出場した経験を持つ山本譲二（下関市出身・早鞆高卒）が総監督、元西鉄ライオンズのエース投手として活躍し、その後黒い霧事件で永久追放処分を言い渡され、2005年に復権した池永正明（下関市出身・下関商業高卒）を監督として招聘。
2006年2月14日付けで、チーム名を『山口きららマウントG』に改称した。
2013年1月1日付けで、チーム名を『山口防府ベースボールクラブ』に改称した。

## 沿革
- 1992年 - 防府クラブとして創部
- 1993年 - クラブ選手権初出場（4強）
- 2006年 - 山口きららマウントGに改称
- 2008年 - 他の4つのクラブチームとニッポン!九州リーグを結成。
- 2009年 - ニッポン!九州リーグのうち残る4チームが南九州リーグとなり、リーグから外れる。
- 2010年 - 新発足の中四国野球リーグのメンバーとなる。
- 2013年 - 山口防府ベースボールクラブに改称

## 主要大会の出場歴・最高成績
- 全日本クラブ野球選手権 - 出場10回、4強1回（1993年）
- ナショナルクラブベースボールシリーズ - 出場3回
- JABA徳山(スポニチ)大会 - 優勝2回（2012、2016年）
- JABAびわこ杯争奪社会人クラブ野球大会 - 優勝2回（1994、1996年）

## 元プロ野球選手の競技者登録
- 池永正明：監督（元：西鉄ライオンズ）
- 高木豊：助監督→総監督（元：横浜大洋ホエールズ）
- 山田真裕：投手（元：LGツインズ）　※韓国での登録名は「金真裕」